# Tarutaos marina nationalpark
Tarutaos marina nationalpark , thailändska อุทยานแห่งชาติตะรุเตา, är en nationalpark i Thailand som ligger vid Thailandviken i provinsen Satun i Södra Thailand. Den består av 51 öar som ligger i Malackasundet. Nationalparken täcker 1490 kvadratkilometer med den södra delen intill gränsen mot Malaysia. Tarutao blev Thailands andra marina nationalpark när den inrättades den 19 april 1974.

## Geografi och historik
Den marina nationalparken i Tarutao täcker 1260 kvadratkilometer vatten och 230 kvadratkilometer land och består av två ögrupper: Tarutao (thailändska หมู่เกาะตะรุเตา) och Adang-Rawi (thailändska หมู่เกาะอาดัง-ราวี)) 20-70 km sydväst om det thailändska fastlandet.
Tarutao är den största ön inom nationalparken, 26 km lång och 11 km bred och en av de bäst bevarade av öarna i Andamansjön. Öns högsta punkt ligger 700 m.ö.h. På östra sidan av Ko Tarutao finns ett tiotal mindre öar och karstholmar, bland annat Ko Sing, Ko Kaman, Ko Ko Lo, Ko Klang, Ko Pulao Na, Ko Daeng, Ko Laen och Ko Lek. 2002 filmades den femte säsongen av det amerikanska tv-bolaget CBS dokusåpa Survivor, Survivor: Thailand på Ko Tarutao.
Ko Tarutao var mellan 1938 och 1948 fängelseö, med mer än 3000 brottslingar och politiska fångar. Bland fångarna märktes Sittiporn Gridagon, son till Rama VII. Under andra världskriget uteblev mat och mediciner och många fångar dog i malaria. Överlevande fångar och fångvaktare blev pirater i det närliggande Malackasundet. Brittiska marinen sattes in och fick ett slut på piraternas härjande 1951.
Andra stora öar inom nationalparken är Adang, Rawi, Lipe, Klang, Batuang och Bissi. Lipe, som ligger i Adang-arkipelagen har den största befolkningen av öarna, med cirka 800 invånare. Invånarantalet vid ögrupperna minskade rejält på 1970-talet. När ögruppen förklarades som nationalpark tvingades många av innevånarna på öarna att flytta bort från öarna.
1982 listades nationalparken som en av Sydostasiens ”ASEAN Heritage Parks”. Den fanns också med på UNESCOs lista över världsarv 1990, men kom inte med bland världsarven 1991, eftersom kommittén önskade se en bättre förvaltning av området först .

## Flora och fauna
Tarutaos floder och träsk var den sista kända lokalen i Thailand för världens största krokodilart, deltakrokodilen (Crocodylus porosus). Arten är numera utdöd i området. 
Nationalparken har en rik flora, med arter som dipterokarpväxten Hopea odorata, ärtväxten Intsia palembanica, tropikmandelträdet Terminalia catuppa, malvaväxten Thespesia populnea, Rhizophora mucronata och palmen Nypa fruticans.
Langurer, krabbmakaker och vildsvin är vanliga inom nationalparken. Här förekommer bland annat langurarten Trachypithecus obscurus.
Bland fågelarter som observerats i området kan nämnas större näshornsfågel, korallhäger, brahminglada, grön och svartvit kejsarduva, svartnackad gylling, vitbukig fiskörn och ett antal arter inom släktetegentliga hökar.

## Klimat
Det tropiska klimatet i Thailand är ett sommarmonsunklimat, med kraftiga monsunregn från maj till oktober och torrtid från oktober till maj.

## Etymologi
"Tarutao" är thailändska som härleds tillbaka till det ursprungliga malajiska namnet, "pulau tertua", med betydelsen "gammal, mystisk ö."

## Bildgalleri

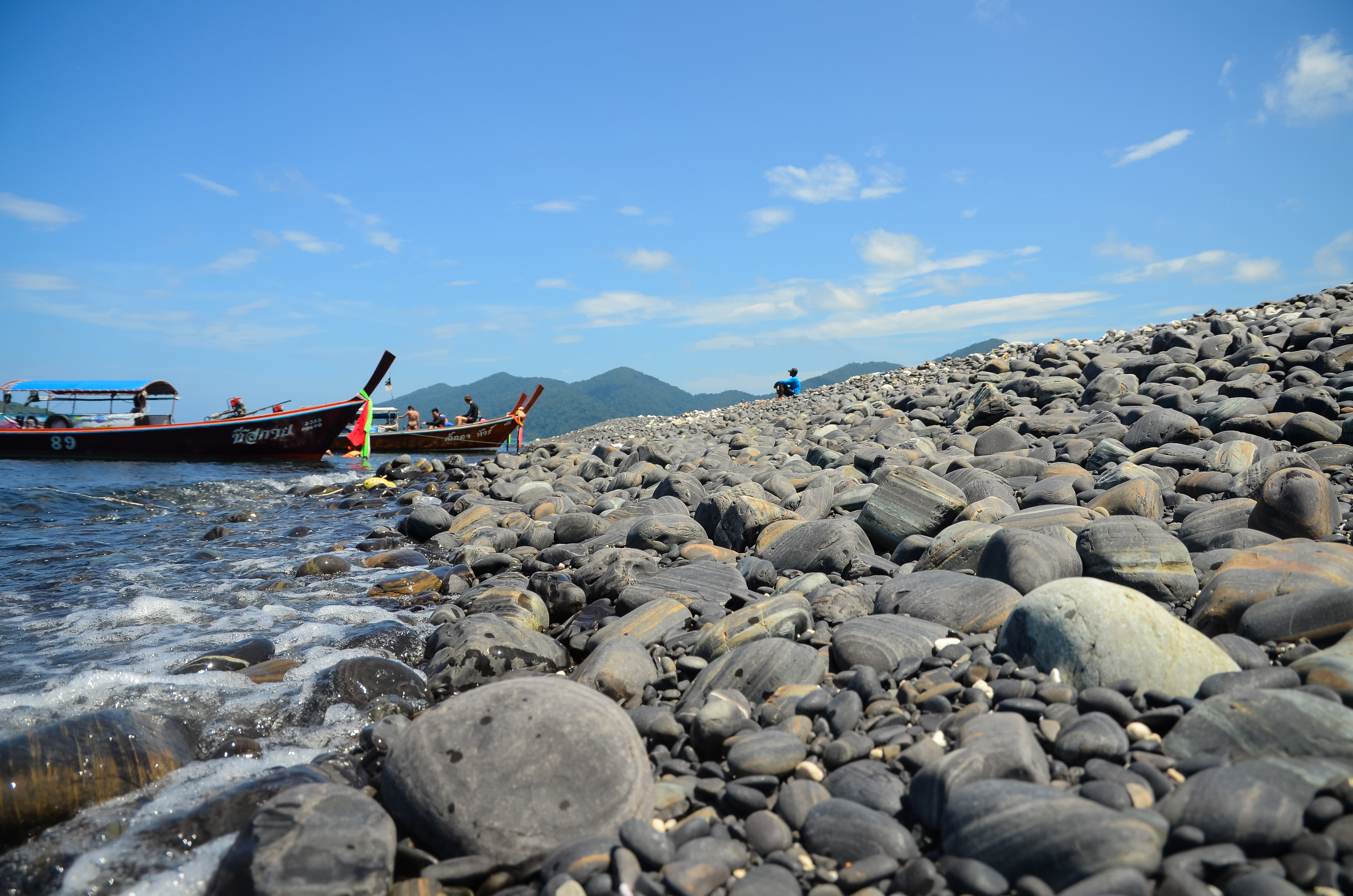
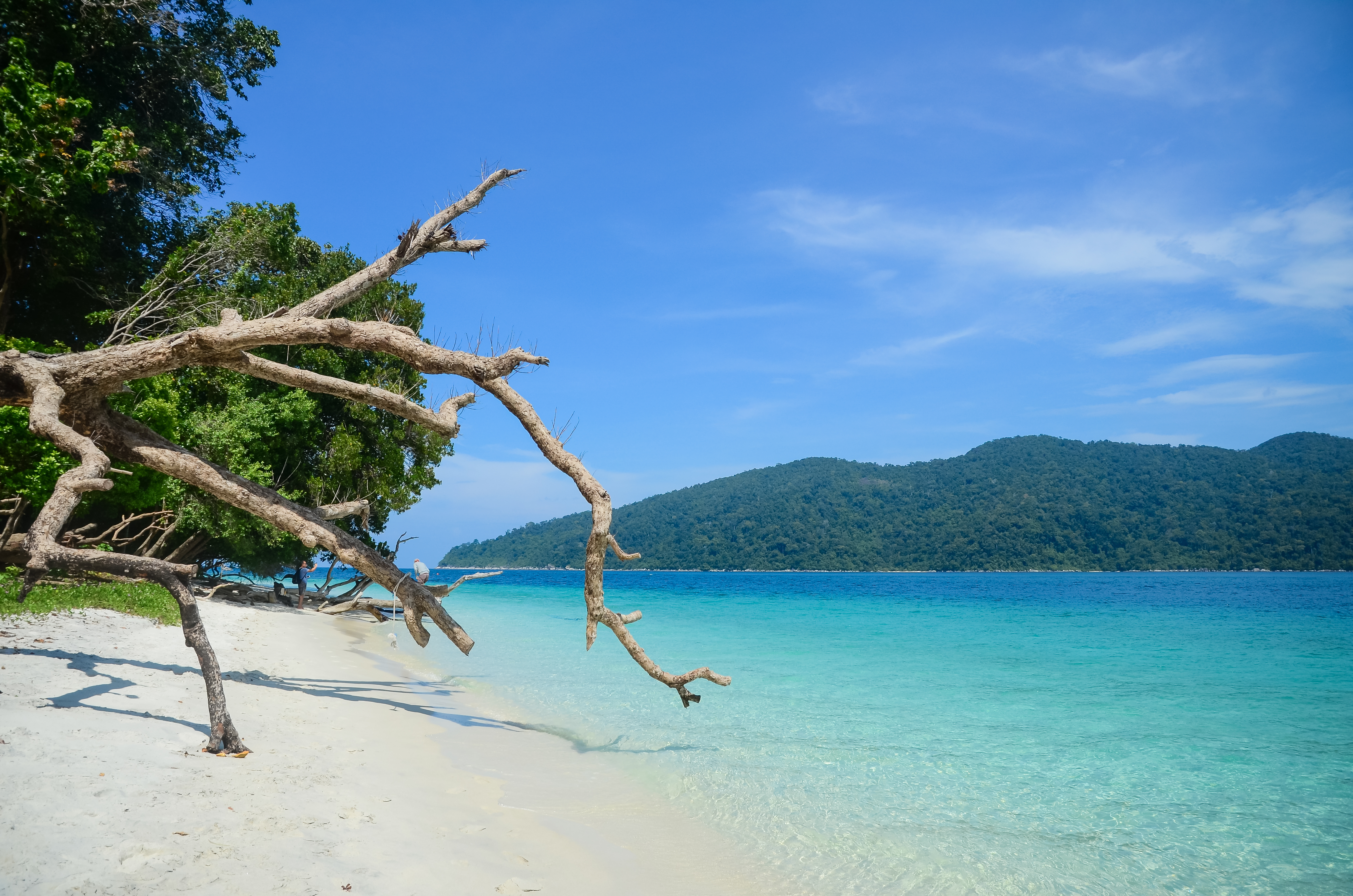
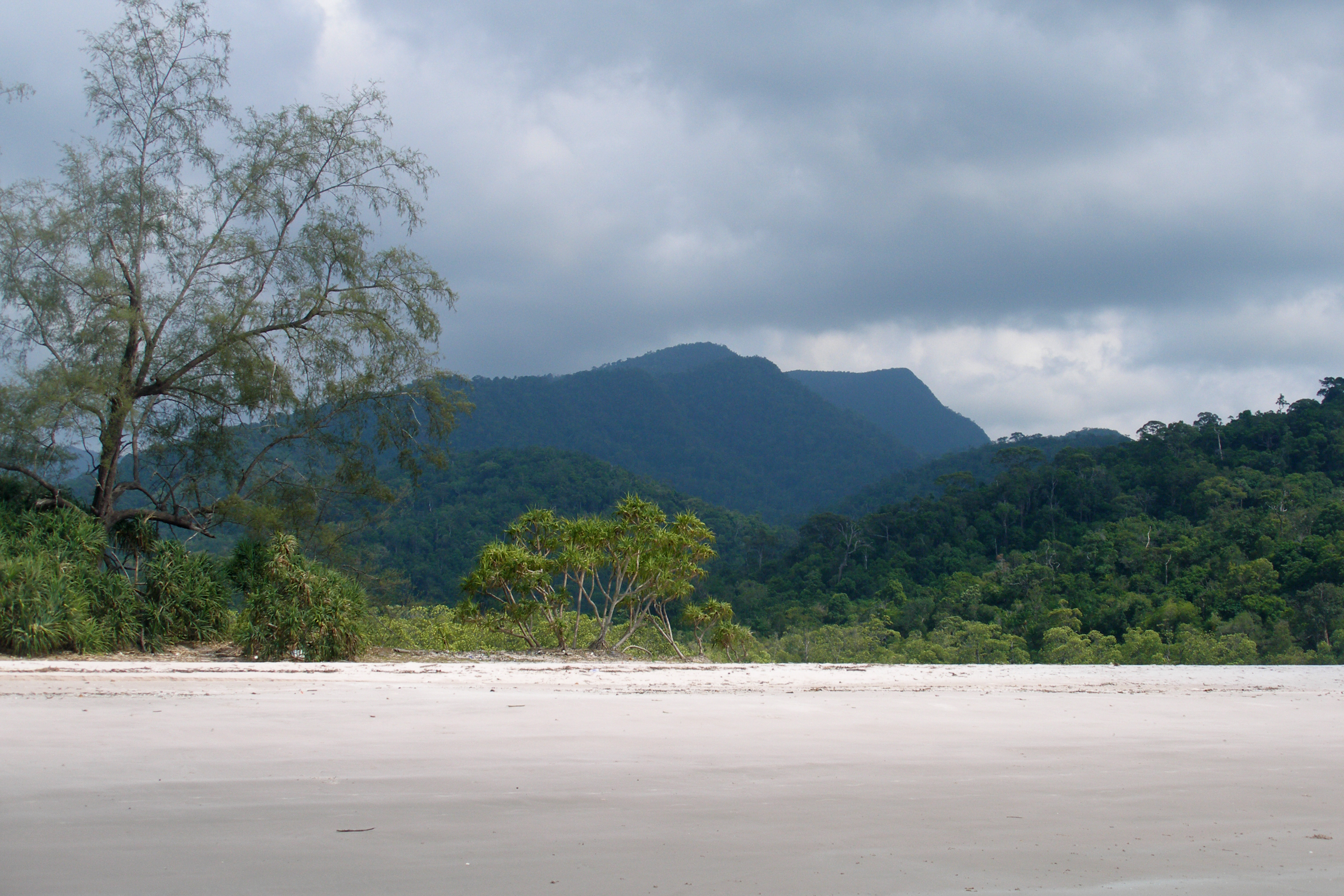
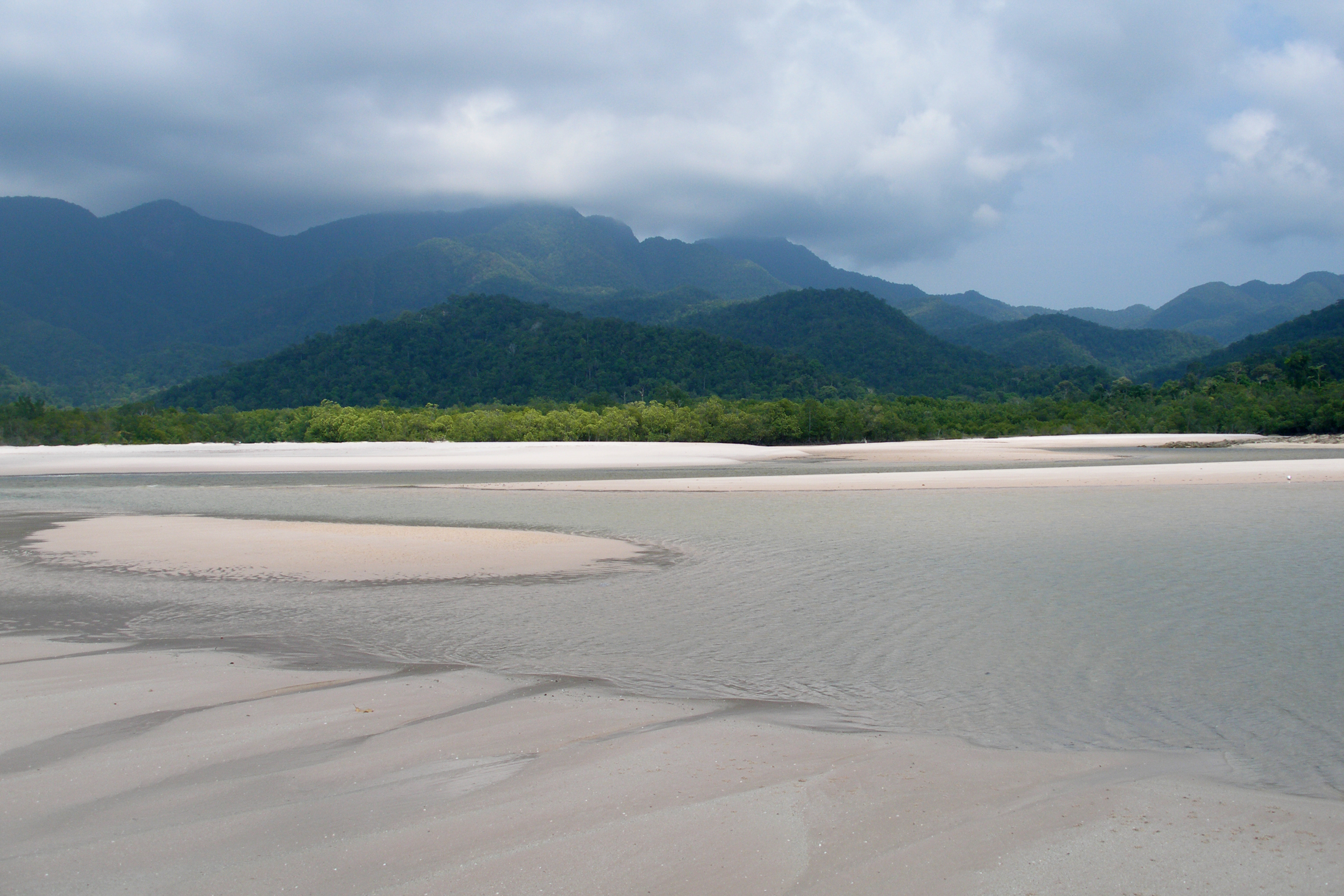
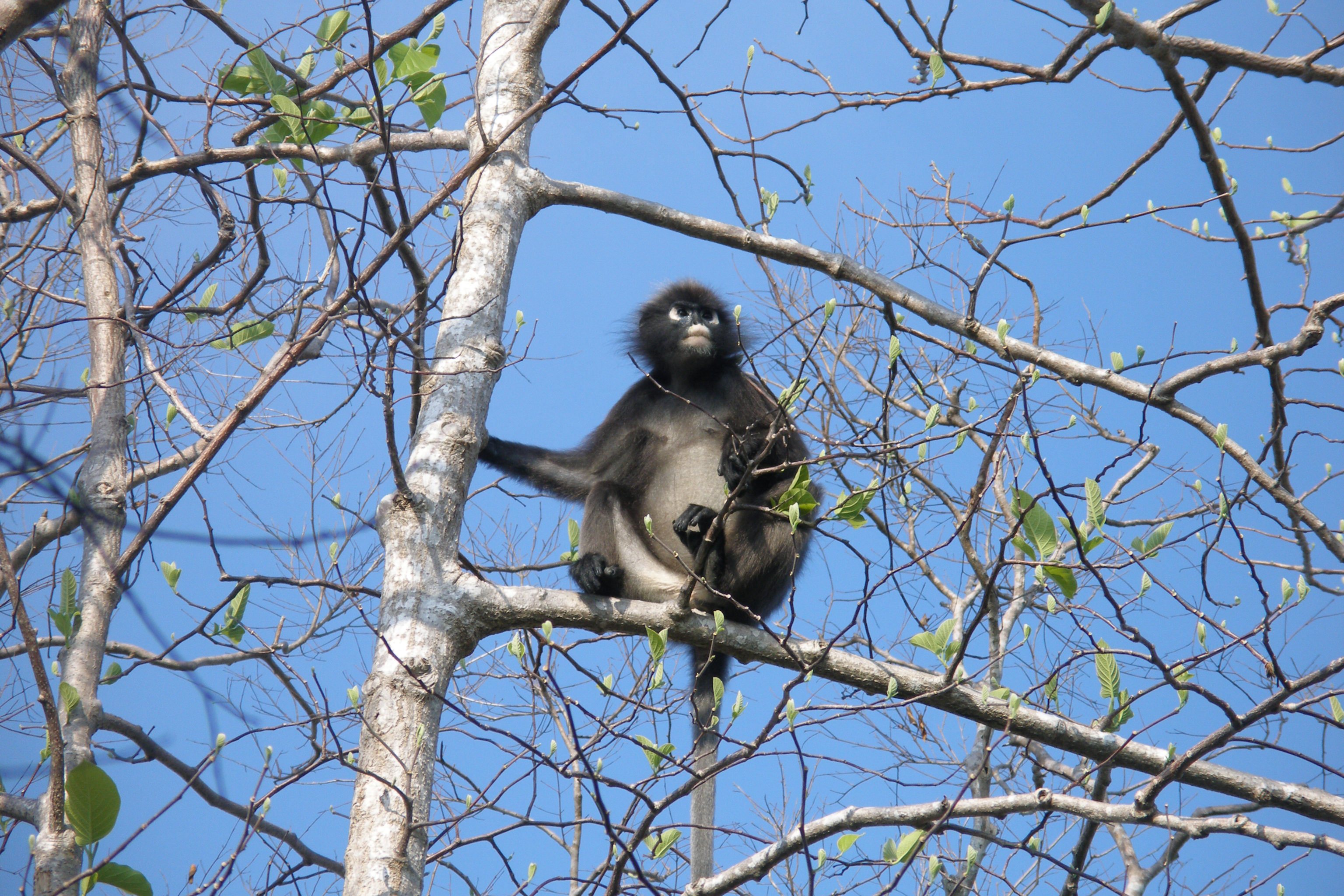
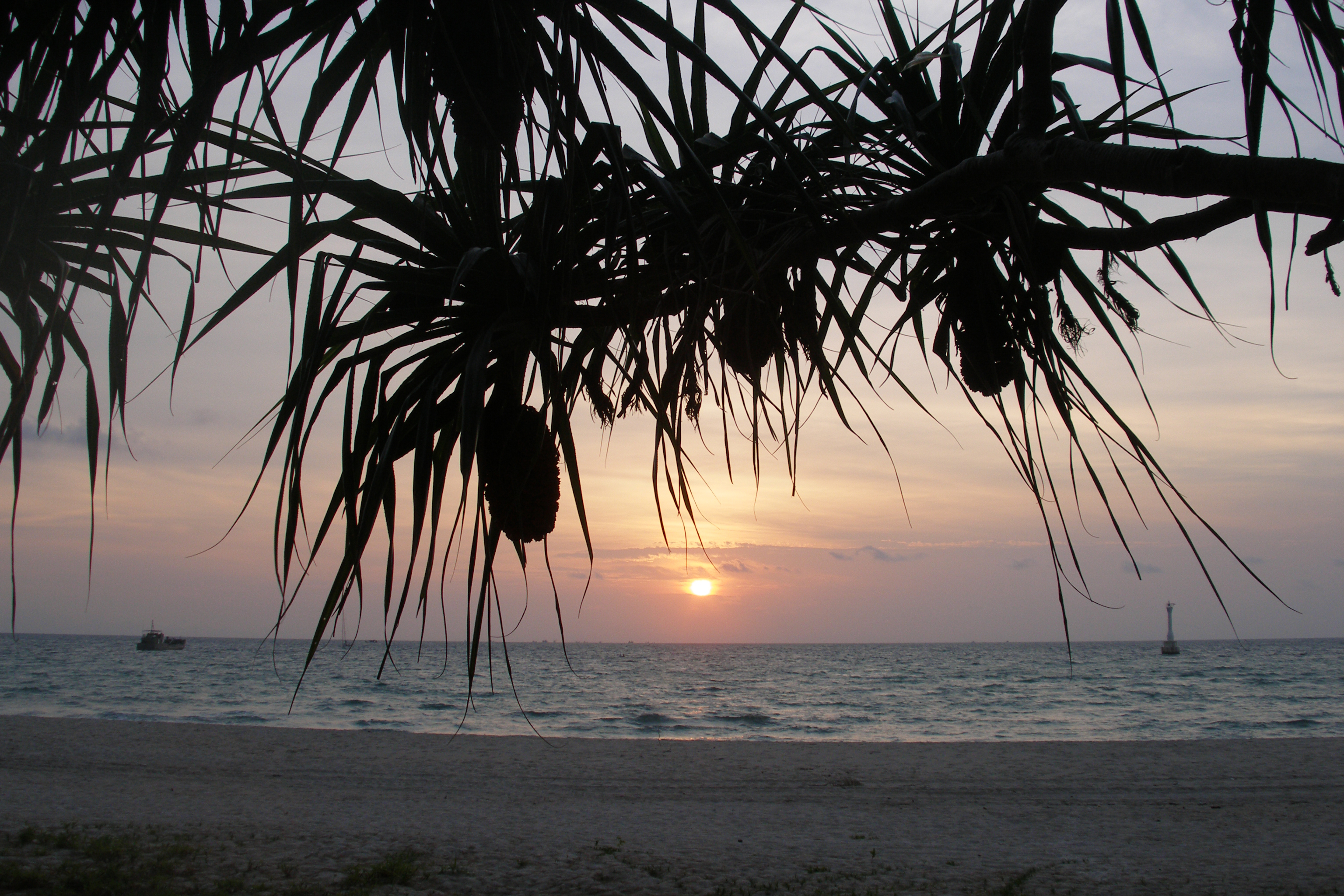
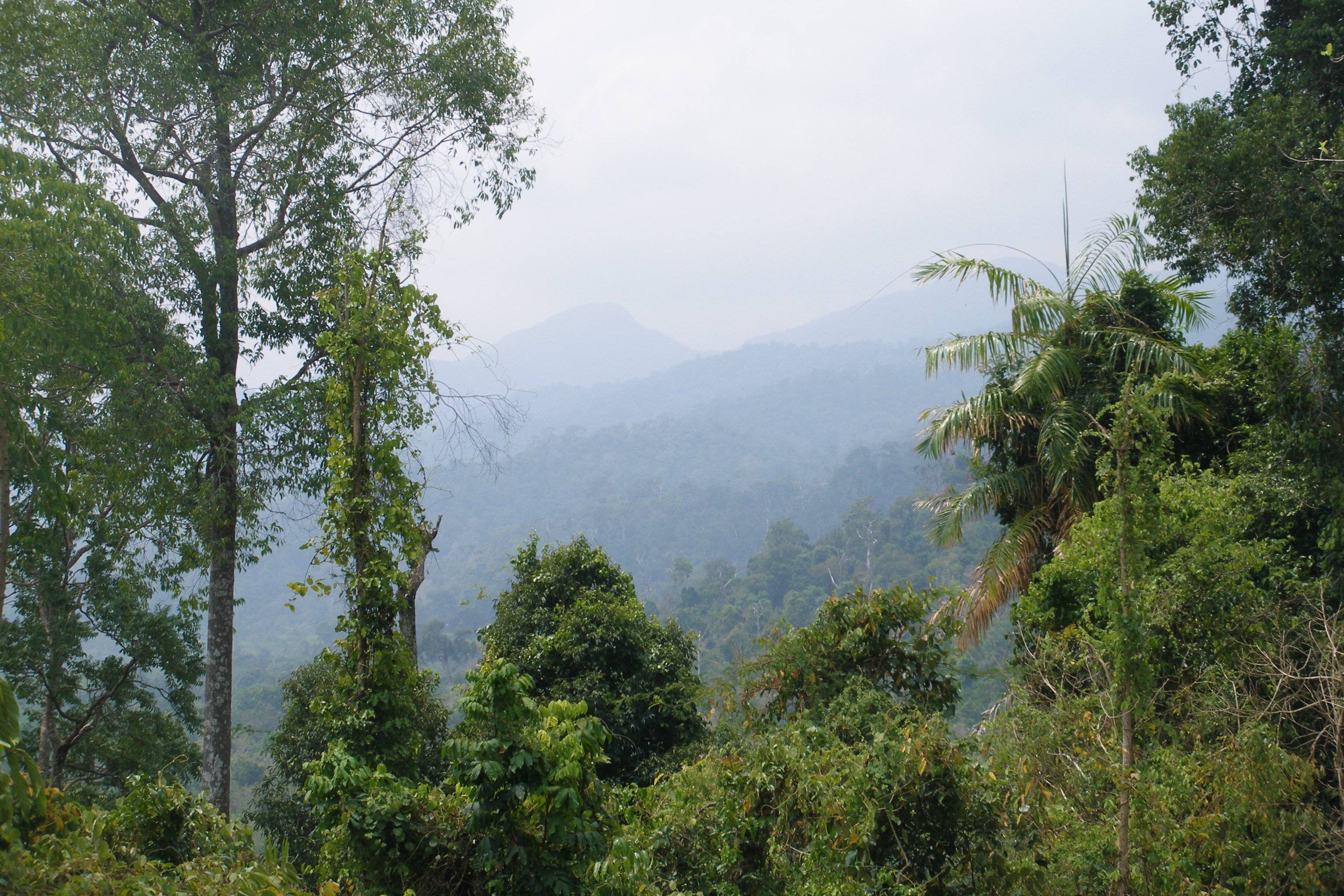